# Prioniturus platurus
Il codaracchetta mantodorato (Prioniturus platurus (Vieillot, 1818)) è un uccello della famiglia degli Psittaculidi, endemico dell'Indonesia.